# مارک روبلس
مارک روبلس (انگلیسی: Markel Robles؛ زادهٔ ۱۲ ژوئن ۱۹۷۹) بازیکن فوتبال اهل اسپانیا است.
از باشگاه‌هایی که در آن بازی کرده‌است می‌توان به باشگاه فوتبال ایبار اشاره کرد.